# Ardtornish House

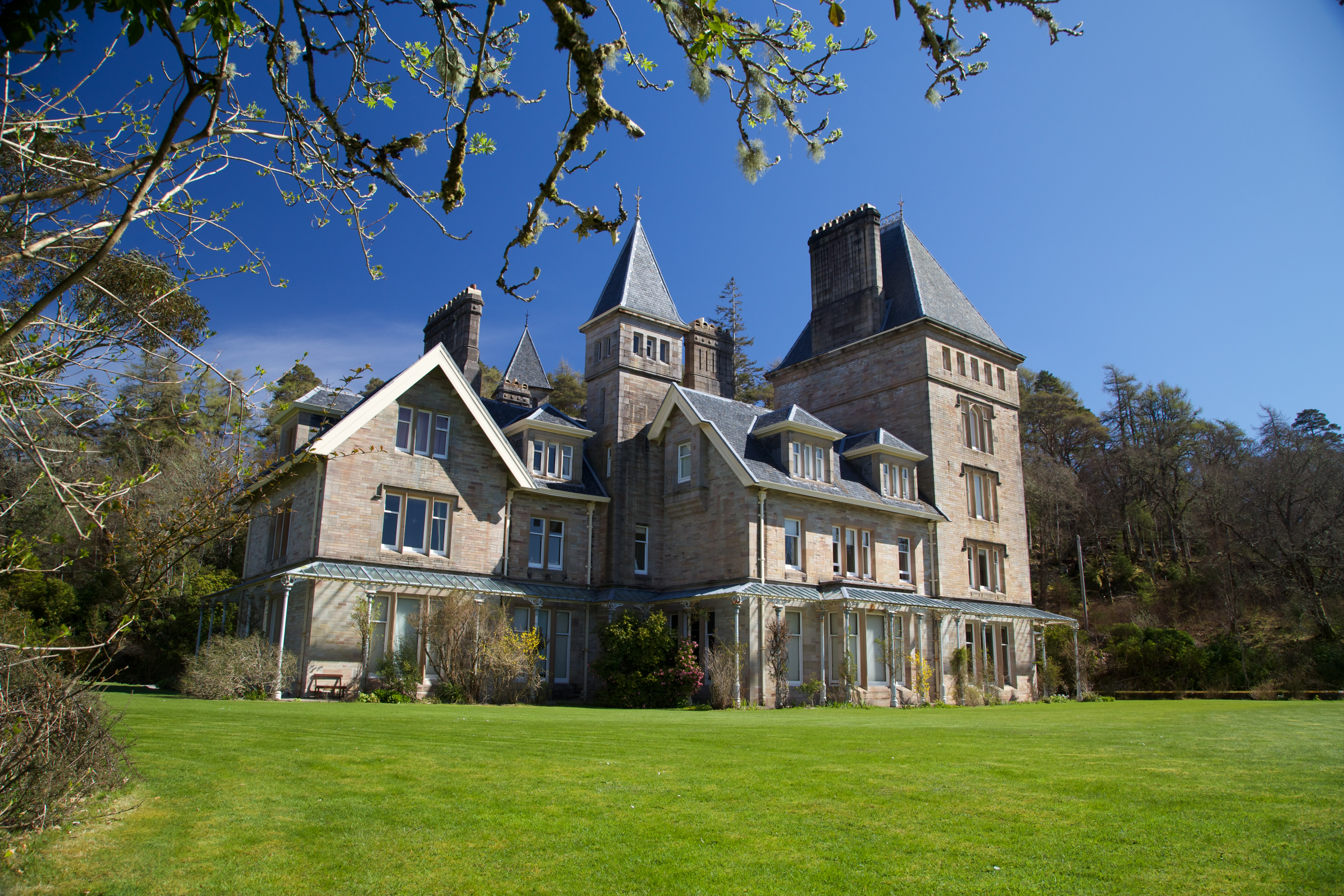
Nordflügel von Ardtornish House

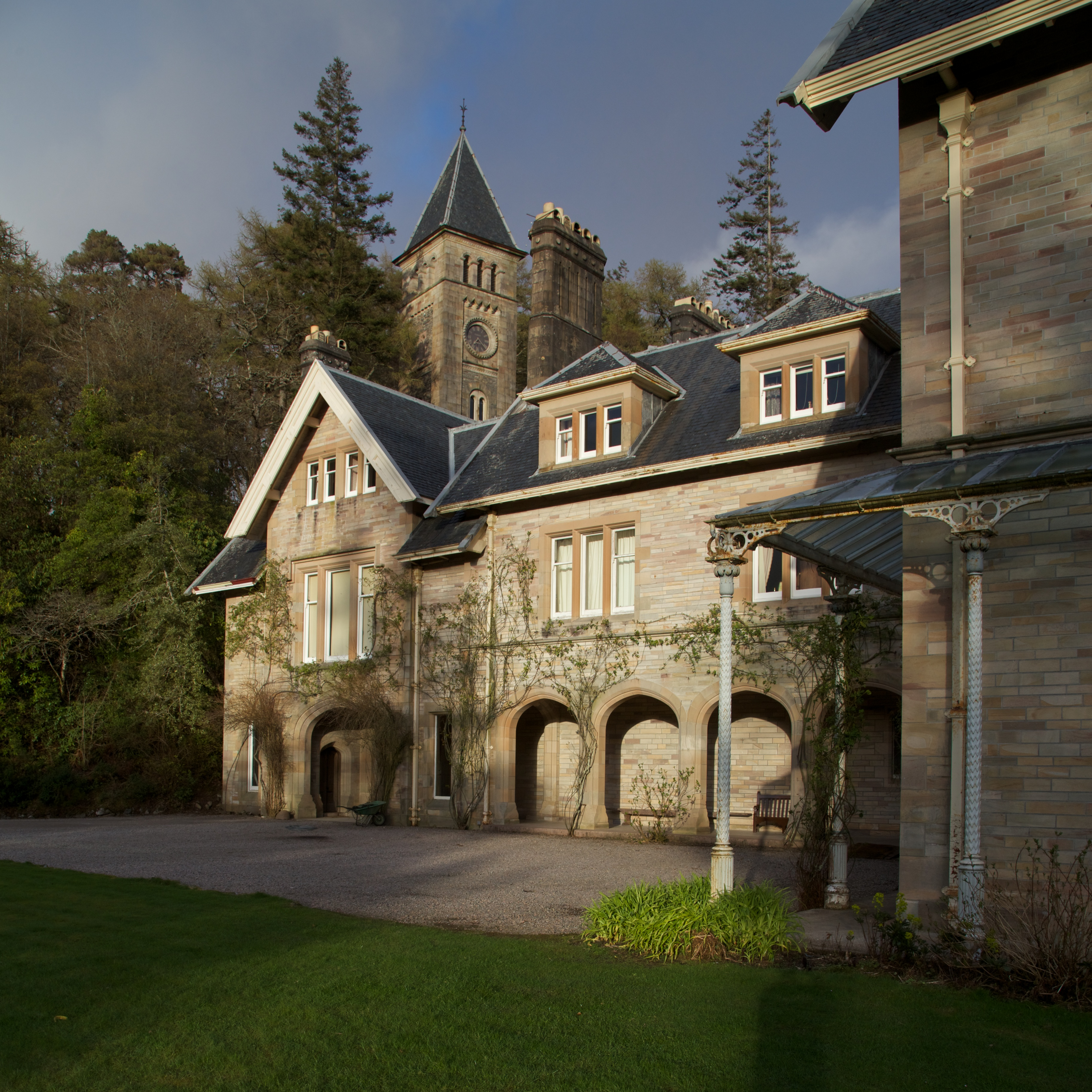
Blick auf den Westflügel mit Uhrenturm

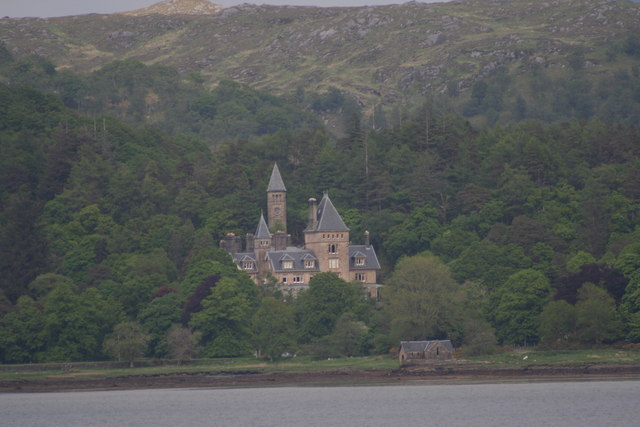
Blick von Loch Aline auf Ardtornish House

Ardtornish House ist ein Herrenhaus nahe der schottischen Ortschaft Lochaline auf der Halbinsel Morvern in der Council Area Highland. 1971 wurde das Bauwerk in die schottischen Denkmallisten in der höchsten Denkmalkategorie A ausgenommen. Das Gesamtanwesen ist im schottischen Register für Landschaftsgärten verzeichnet. In drei von sieben Kategorien wurde das höchste Prädikat „herausragend“ verliehen.

## Geschichte
Das Anwesen Ardtornish ist seit dem 13. Jahrhundert belegt. Das rund fünf Kilometer südlich am Sound of Mull gelegene Ardtornish Castle stammt aus dem späten 13. Jahrhundert. Die heutige Ruine zählte zu den wesentlichen Stützpunkten der Lords of the Isles. Historisch bedeutend ist der dort geschlossene Vertrag von Westminster-Ardtornish zwischen John MacDonald, Lord of the Isles und Eduard IV., der schließlich das Ende der mächtigen Lords of the Isles einläutete.
Nahe der Burg wurde zwischen 1755 und 1770 das erste Ardtornish House errichtet. Bauherr war der Duke of Argyll, der es als Villa für seinen Gutsverwalter Donald Campbell erbauen ließ. 1819 erwarb der Sohn von Campbells Nachfolger, George Gregorson, das Anwesen. Der als treibende Kraft der Highland Clearances berüchtigte Patrick Sellar kaufte Ardtornish 1844 zusammen mit weiter nördlich gelegenen Landstücken auf. Zwischen beiden Anwesen lag das Anwesen Achranich von Octavius Smith. Zwischen 1856 und 1860 entstand ein Herrenhaus am heutigen Standort. Nach Sellars Tod erwarb Smith Teile dessen Ländereien und verschmolz sie mit Achranich. Bereits in den frühen 1880er Jahren offenbarte Ardtornish House bauliche Mängel, die umfassende Konsolidierungsmaßnahmen erfordert hätten. Aus diesem Grund entschloss sich Smiths Erbe Valentine Smith zum Abbruch des Herrenhauses. Einzig der Glockenturm des Bauwerks blieb erhalten. Smith betraute den schottischen Architekten Alexander Ross mit der Planung von Ardtornish House, das zwischen 1884 und 1891 errichtet wurde.

## Beschreibung
Ardtornish House steht isoliert rund vier Kilometer nordöstlich von Lochaline am Kopf der Bucht Loch Aline. Das zweigeschossige Herrenhaus weist einen grob T-förmigen Grundriss auf. Es ist asymmetrisch aufgebaut mit langen Süd- und Westflügeln. Markant sind der ältere Glockenturm und der gedrungene Hauptturm an der Südseite. Strukturell ist Ardtornish House im Wesentlichen aus Beton aufgebaut. Die Hauptfassaden sind jedoch mit Naturstein verblendet, während die rückwärtigen Fassaden verputzt sind. Einfassungen bestehen aus Naturstein. Die Fenster sind teils gekuppelt. Eine vierbogige Arkade entlang des Westflügels führt zu dem rundbogigen Hauptportal im Gebäudeinnenwinkel. Sämtliche Dächer sind mit Schiefer eingedeckt. Die Türme schließen mit steilen Pyramidendächern.